# Zorillodontops
Zorillodontops es un género extinto de terápsidos terocéfalos del Triásico temprano en Sudáfrica. Es conocido a partir de un esqueleto parcial (espécimen holotipo SAM K1392) y articulado recolectado en los lechos Middle Beaufort en la Zona faunística de Lystrosaurus en el Estado Libre de Orange. El esqueleto consta de un cráneo alargado y delgado, parte de la columna vertebral, la cintura escapular y la cintura pélvica y partes de las extremidades. Fue clasificado originalmente en la ahora inválida familia Scaloposauridae.